# Knud Friis Johansen
Knud Friis Johansen, meist K. Friis Johansen (geboren am 1. November 1887 in Fredericia; gestorben am 17. Juni 1971 in Hillerød) war ein dänischer Klassischer Archäologe.
K. Friis Johansen, Sohn des Inspektors der Taubstummenschulen Christian Johansen (1850–1940) und dessen Ehefrau Vilhelmine Jacobine Henriette Elisabeth Friis (1853–1930), begann nach der Reifeprüfung 1904 zunächst ein Medizinstudium an der Universität Kopenhagen, wechselte aber ein Jahr später zu Klassischer Philologie und Germanistik. Im Jahr 1911 wurde er cand. mag. Direkt im Anschluss an die Examensprüfung wurde Johansen am Dänischen Nationalmuseum angestellt, und zwar an der 1. Abteilung, die die Vorgeschichtliche Sammlung, die Antikensammlung und die Ethnographische Sammlung umfasste. Johansen wurde 1922 zum Inspektor und Leiter der Antikensammlung des Museums ernannt.
In der Zeit am Museum unter der Direktion von Sophus Müller, dem großen dänischen Prähistoriker, entwickelte Johansen eine rege Forschungstätigkeit insbesondere zur dänischen Vorgeschichte und publizierte unter anderem 1912 den berühmten wikingerzeitlichen „Sølvskatten fra Terslev“ („Silberhort von Terslev“) und 1919 „En Boplads fra den ældste Stenalder i Sværdborg Mose“ („Eine Siedlung der ältesten Steinzeit in Sværdborg Mose“), einen der wichtigsten Fundplätze der Maglemose-Kultur.
Dennoch lag sein eigentliches Interesse auf dem Gebiet der Klassischen Archäologie. Bereits vor seinem Examen hatte er für die Preisaufgabe der Philosophisch-historischen Fakultät die Schrift „Lotus- og Palmetteornamentet i ældre græsk Vasemaleri“ („Lotus- und Palmettenornamente in der älteren griechischen Vasenmalerei“) verfasst. Mit Unterstützung von Sophus Müller unternahm er 1913 eine Studienreise in die Ägäis und nach Italien, um protokorinthische Vasen zu untersuchen. Das Ergebnis legte er 1918 mit der Schrift Sikyoniske Vaser als Doktorarbeit vor. Sich anschließende weitere Reisen und Forschungen ermöglichtem ihm, die Materialbasis zu diesem Bereich der Vasenforschung zu erweitern, die Funde aus Unteritalien und Sizilien, aber auch aus Mittel- und Nordeuropa einzubeziehen und das chronologische Gerüst zu verfeinern. Zunächst in Zusammenarbeit mit Christian Blinkenberg (1863–1948) publizierte er die Bände des Corpus Vasorum Antiquorum Dänemark zum dänischen Nationalmuseum. Seine Neigungen, Fähigkeiten und Kenntnisse im Bereich der Klassischen Archäologie prädestinierten Johansen im Jahr 1923, die Publikation des 1920 entdeckten Männergrabes von Hoby vorzulegen.
Im Jahr 1926 wurde Johansen als Nachfolger Blinkenbergs auf den Lehrstuhl für Klassische Archäologie an die Universität Kopenhagen berufen und lehrte dort bis 1956. An der Universität engagierte er sich nicht nur stark in der eigentlichen Lehre, sondern auch im Bereich der Administration und in der Weiterentwicklung der Fakultät. Im Jahr 1930 wurde die erste Dozentur für Nordische Archäologie, 1940 die erste ordentliche Professur für Nordische Archäologie und europäische Vorgeschichte auf seine Initiative hin geschaffen und mit Johannes Brøndsted besetzt. Im akademischen Jahr 1946/47 war Johansen Prorektor. Von 1938 bis 1957 war er außerdem Direktionsmitglied der Carlsberg-Stiftung und im Vorstand der Ny Carlsberg Glyptotek, von 1946 bis 1957 als dessen Präsident.
Mit der Berufung an die Universität war Friis’ Zeit als ausgrabender Archäologe beendet und er widmete sich allein der akademischen Forschung und Aufarbeitung alter Ausgrabungen, etwa der dänischen Expeditionen auf Rhodos in den Jahren von 1902 bis 1914. Klassische Philologie und Archäologie verband er 1934 in der Untersuchung Iliaden i tidlig græsk Kunst (Die Ilias in der frühgriechischen Kunst), die 1967 auch in einer erweiterten englischen Fassung erschien.
K. Friis Johansen war ab 1928 Mitglied der Königlich Dänischen Akademie der Wissenschaften, darüber hinaus Mitglied des Deutschen Archäologischen Instituts, der Finnischen Wissenschaftlichen Gesellschaft, der Society of Antiquaries of London, der Society for the Promotion of Hellenic Studies und der Vetenskaps-Societeten i Lund. Er war Kommandeur des Dannebrogorden und Dannebrogsmænd.
Friis Johansen war der Vater der Klassischen Philologen Holger Friis Johansen und Karsten Friis Johansen.

## Schriften
- Sikyoniske vaser: en arkaeologisk undersøgelse. V. Pio, Kopenhagen 1918.
- Les vases sicyoniens: étude archéologique. É. Champion, Paris / V. Pio, Kopenhagen 1923 (Digitalisat; Nachdruck „L’Erma“ di Bretschneider, Rom 1966).
- Iliaden i tidlig graesk kunst. Povl Branner, Kopenhagen 1934.
- Athenas templer paa Akropolis. Povl Branner, Kopenhagen 1937.
- The Attic Grave-reliefs of the Classical Period. An Essay in Interpretation. Munksgaard, Kopenhagen 1951.
- Exochi. Ein Frührhodisches Gräberfeld. Munksgaard, Kopenhagen 1958.
- The Iliad in Early Greek Art. Munksgaard, Kopenhagen 1967.
- Corpus Vasorum Antiquorum. Danemark. Copenhague, Musée national (Collection des antiquités classiques):
  - mit Christian Blinkenberg: Fasc. 1–5: É. Champion, Paris 1924–1937.
  - Fasc. 6: Munksgaard, Kopenhagen 1955.
  - mit Niels Breitenstein Fasc. 7: Munksgaard, Kopenhagen 1938.
  - Fasc. 8: Munksgaard, Kopenhagen 1964.